# Gajraula
Gajaraula es un pueblo y nagar Panchayat situado en el distrito de Amroha en el estado de Uttar Pradesh (India). Su población es de 55048 habitantes (2011). Se encuentra a 105 km de Nueva Delhi.

## Demografía
Según el  censo de 2001 la población de Gajraula era de 39826 habitantes, de los cuales el 53% eran hombres y el 47% eran mujeres. Gajraula tiene una tasa media de alfabetización del 69%, superior a la media nacional del 59,5%: la alfabetización masculina es del 74%, y la alfabetización femenina del 66%.